# 조은진
조은진(1975년 10월 28일 ~)은 OB 베어스의 전 야구 선수다. 통산 30경기 10타수 2안타 1타점 4득점을 기록했다.

## 출신 학교
- 부천고등학교
- 원광대학교

## 같이 보기
- 1998년 OB 베어스 시즌